# Mesohomotoma africana
Mesohomotoma africana är en insektsart som beskrevs av Franklin William Pettey 1924. Mesohomotoma africana ingår i släktet Mesohomotoma och familjen Carsidaridae. Inga underarter finns listade i Catalogue of Life.